# فولتمتر كهروستاتيكي
الفولتمتر الكهروستاتيكي يستخدم الفولتمتر الكهروستاتيكي لقياس فرق الجهد للتيار المتردد والمستمر، ويمكن استخدامه لقياس التيار والقدرة وذلك بمساعدة مكونات خارجية، وأسس تشغيل مثل هذه الأجهزة هي التجاذب والتنافر بين جسمين مشحونين، واستخدام هذه القوة يؤدي إلى حدوث انحراف والذي يمثل قياس للكمية.
وهناك ثلاثة أنواع لهذا الجهاز:
| الفولتمتر ذو الربع دائرة          | يستخدم عادةً لقياس جهد حتى 20KV      |
| الفولتمتر ذو القرص المنجذب        | يستخدم عادةً لقياس جهد فوق 20KV      |
| فولتمتر كلفن ذو التجاويف المتعددة | مناسب لقياس جهود من 100V وحتى 1000V |

## الفولتمتر ذو الربع الدائرة

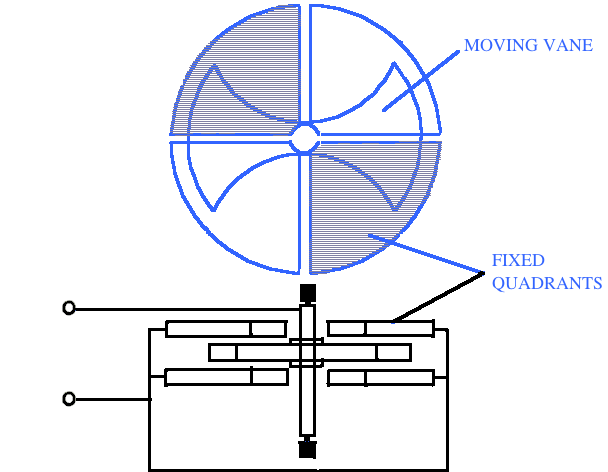
قطاع دائري في شكل مروحة

هذا النوع من الأجهزة، يتكون من أربع أجزاء  معدنية مكونة بترتيب الربع المزدوج حتى تشكل صندوق دائري، مع وجود ثغرات هوائية قصيرة بينهم ثم مروحة مزدوجة النهايات كما هو موضح في الشكل، وتعلق المروحة بواسطة سلك من البرونز الفسفوري أو خيط من البلور الفضي والذي يعطي عزم التحكم، وتمكن المروحة من الشحن.
والجهاز من النوع العاكس ومزود بوسائل ضبط متعددة وتشمل مسامير التسطيح، وسائل ضبط ارتفاع المروحة بين الأرباع، وتتم عملية الخمد بغمر القرص أو المروحة في زيت الخمد في حالة النوع المعلق أو بواسطة احتكاك الهواء في حالة الأجهزة ذات عمود الدوران. 

### التوصيل الهيتروستاتيكي: المروحة موجبة الشحنة

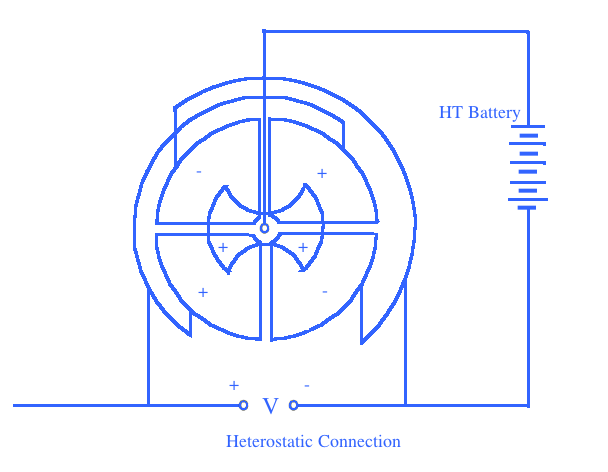
المروحة موجبة الشحن

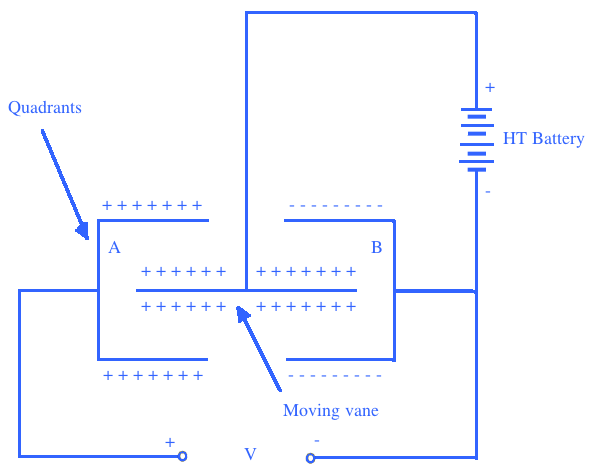
تشحن المروحة إلى جهد موجب أكبر من الجهد المراد قياسه

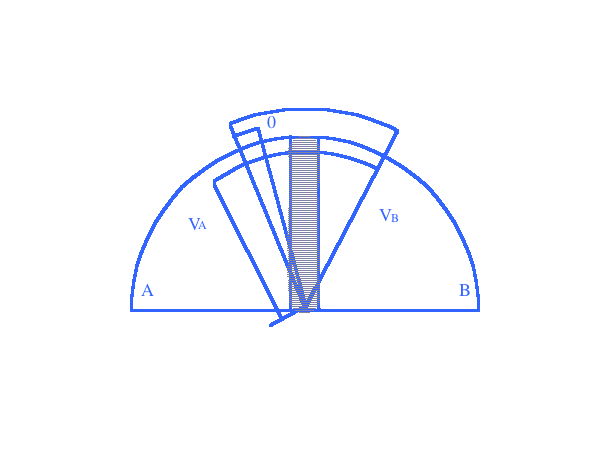
الابرة في المروحة موجبة الشحنة للفولتمتر ذو الربع دائرة

في هذا النوع من التوصيل فإن الأرباع توصل مع بعضها كل زوجين متقابلين على نفس القطر، وتشحن المروحة إلى جهد أكبر من الجهد المطلوب قياسه V، وفرق الجهد تحت القياس يسلط من الأزواج
وفي التوصيل الهيتروستاتيكي للبساطة نعتبر فقط نصف الأبرة مع الربعين (A ، B) المجاورين لها، ولتكون قطاع من دائرة ذات نصف قطر (r) متر وأن الانحراف الزاوي هو 2a، فعند وضع الصفر فإن الإبرة تكون موضوعة بالتماثل في الربعين وبذلك يكون انحراف الإبرة لكل ربع هو a 
ونفرض أن جهد الإبرة والربع A والربع B على الترتيب VB, VA, V1 حيث أن 
VB <VA <V1
والترتيب المذكور هو أساساً بالضرورة عبارة عن مكثفين متصلين على التوالي وكل منهما يتكون من الأجزاء العليا والسفلى لألواح أحد الأرباع المزدوجة وكلا الجانبين لجزء من الأبرة.
وعندما تدور الإبرة فرضاً في اتجاه الساعة فإن سعة الربع B تزيد، بينما سعة الربع A تقل وبفرض أن d هي بعد المروحة عن كل من الربعين وأن 2a هي زاوية قطع الإبرة ولذلك وقبل أي انحراف فإن سعة الربع A.
{\displaystyle C_{A}={\frac {2\varepsilon _{0}A}{d}}}

{\displaystyle ={\frac {2\varepsilon _{0}\times {\frac {1}{2}}r^{2}a}{d}}={\frac {\varepsilon _{0}r^{2}a}{d}}}
وحيث أن الألواح في وسط هوائي ويوجد وجهين للمراوح، و {\displaystyle A={\frac {r^{2}a}{2}}}
وبالمثل فإن سعة الربع B
{\displaystyle C_{B}={\frac {\varepsilon _{0}r^{2}a}{d}}}
أي أن {\displaystyle C_{A}=C_{B}}
وعندما تدور الإبرة في اتجاه عقارب الساعة {\displaystyle \theta } من وضع الصفر فإن سعة الربع A، وسعة الربع B تصبح :
{\displaystyle C_{A}={\frac {\varepsilon _{0}r^{2}(a-\theta )}{d}}}

{\displaystyle C_{B}={\frac {\varepsilon _{0}r^{2}(a-\theta )}{d}}}
والطاقة المخزنة في المكثف A
{\displaystyle W_{A}={\frac {1}{2}}C_{A}(V_{1}-V_{A})^{2}}
والطاقة المخزنة في المكثف B
{\displaystyle W_{B}={\frac {1}{2}}C_{B}(V_{1}-V_{B})^{2}}
والطاقة الكلية المخزنة في هذا الوضع 
{\displaystyle W={\frac {1}{2}}C_{A}(V_{1}-V_{A})^{2}+{\frac {1}{2}}C_{B}(V_{1}-V_{B})^{2}}
فإذا كان عزم الانحراف المقابل لهذا الوضع هو {\displaystyle T_{\theta }}، فإذا تم التقدم بقيمة انحراف صغيرة {\displaystyle d\theta } للإبرة المتحركة، فإن الشغل المبذول على النظام المتحرك هو {\displaystyle T_{\theta }.d\theta } والذي يتساوى مع الزيادة في الطاقة المخزنة dw أي أن :
{\displaystyle T_{\theta }d_{\theta }=dw}
أو أن
{\displaystyle T_{\theta }={\frac {dw}{d\theta }}={\frac {d}{d\theta }}[{\frac {1}{2}}C_{A}(V_{1}-V_{B})^{2}+{\frac {1}{2}}C_{B}(V_{1}-V_{b})^{2}]}

{\displaystyle ={\frac {1}{2}}(V_{1}-V_{A})^{2}{\frac {d}{d\theta }}C_{A}+{\frac {1}{2}}(V_{1}-V_{\theta })^{2}{\frac {d}{d\theta }}CB}

{\displaystyle ={\frac {1}{2}}(V_{1}-V_{A})^{2}{\frac {d}{d\theta }}[{\frac {\varepsilon _{0}r^{2}(a-\theta )}{d}}]+{\frac {1}{2}}(V_{1}-V_{B})^{2}{\frac {d}{d\theta }}[{\frac {\varepsilon _{0}r^{2}(a+\theta )}{d}}]}

{\displaystyle =-{\frac {1}{2}}(V_{1}-V_{A})^{2}{\frac {\varepsilon _{0}r^{2}}{d}}+{\frac {1}{2}}(V_{1}-V_{B})^{2}{\frac {\varepsilon _{0}r^{2}}{d}}}

{\displaystyle ={\frac {\varepsilon _{0}r^{2}}{2d}}[(V_{1}-V_{B})^{2}-(V_{1}-V_{A})^{2}]}

{\displaystyle T_{\theta }={\frac {\varepsilon _{0}r^{2}}{2d}}(V_{A}-V_{B})(2V_{1}-V_{A}-V_{B})NM}
إذاً بالنسبة لكل الأربع القطاعات :
{\displaystyle T_{t}heta={\frac {\varepsilon _{0}r^{2}}{2d}}(V_{A}-V_{B})(2V_{1}-V_{A}-V_{B})NM}
والعزم سوف يكون موجباً فقط عندما تكون {\displaystyle 2V_{1}>(V_{A}+V_{B})}

### التوصيل الاديوستاتيكي: المروحة سالبة الشحنة

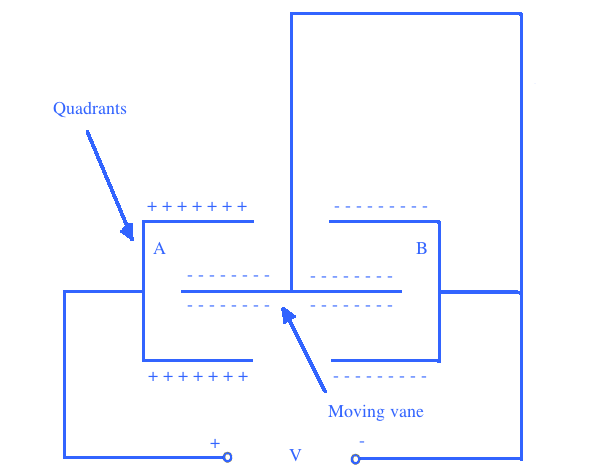
المروحة سالبة الشحن في الفولتمتر الكهروستاتيكي من النوع ذا الربع دائرة

في هذا النوع من التوصيل فإن الإبرة توصل مباشرة لأحد أزواج الأرباع 
وعندما يوصل الجهاز بالطريقة الاديوستاتيكية فإن الربع الثابت المقابل لليد اليسرى يصبح موجب الشحنة، والربع المقابل لليد اليمنى يصبح سالب الشحنة، ويصبح القطاع المتحرك سالب الشحنة، وبذلك فإن النهايات العليا والسفلى للربع المقابل لليد اليسرى تجذب القطاع المتحرك بالقرب منه ولكن بما أن قوى التجاذب الناتجة عن النهايتين متساويتين ومتضادتين ومتعادلتين فإن القطاع المتحرك لا يتحرك عمودياً على السطح المستوي بسبب الربع الثابت المقابل لليد اليسرى، ويحدث نفس الشيء إذا اعتبرنا الجزء المقابل لليد اليمنى وجزء القطاع المتحرك القريب منه، والفرق الوحيد هو أن القوى هي قوى تنافر.
الربع المقابل لليد اليسرى الموجب يجذب جزء من القطاع المتحرك القريب للربع المقابل لليد اليمنى، بينما الربع السالب المقابل لليد اليمنى يتنافر مع الجزء السالب القريب بين الربع المقابل لليد اليسرى وبالتالي تؤدي إلى حركة القطاع المتحرك والذي بدورة يحرك المؤشر، ويكون عزم الانحراف الناتج يتناسب مع مربع فرق الجهد المسلط على الجهاز، ولذلك فإنه يُستخدم لقياسات التيار الثابت والمتردد.
وكذلك في حالة التوصيل الهيتروستاتيكية فإن الشد على القطاع المتحرك بسبب النهايات العليا والسفلى تلغي بعضهما البعض وينتج عزم الانحراف نتيجة قوة الجذب بين الجزء المقابل لليد اليسرى من القطاع المتحرك والربع الثابت المقابل لليد اليمنى، وكذلك قوة التنافر بين الجزء المقابل لليد اليمنى من القطاع المتحرك، والربع الثابت المقابل لليد اليسرى.
في التوصيل الاديوستاتيكي نفرض أن جهد الربع A هو VA وجهد الإبرة هو V1 إذاً عزم الانحراف يساوي :
{\displaystyle T_{\theta }={\frac {\varepsilon _{0}r^{2}}{2d}}(V_{A}-V_{B})(V_{A}-V_{B})={\frac {\varepsilon _{0}r^{2}}{2d}}V^{2}}
حيث V هي فرق الجهد المقاس ويساوي {\displaystyle (V_{A}-V_{B})}
الإشارة الموجبة تبين أن الإبرة سوف تدور في اتجاه عقارب الساعة، كما افترض إلى داخل الربع B.
فإذا وضعنا في الاعتبار كل الأربعة القطاعات والإبرة ذات القطاع المزدوج فإن عزم الانحراف سوف يكون
{\displaystyle T_{\theta }={\frac {\varepsilon _{0}r^{2}}{2d}}V^{2}\times 2={\frac {\varepsilon _{0}r^{2}}{2d}}V^{2}NM}
من المعادلة السابقة لعزم الانحراف يتضح أن :
- في حالة التوصيل الاديوستاتيكي فإن عزم الانحراف {\displaystyle T_{\theta }aV^{2}}

حيث V الجهد المقاس، ولذلك نحصل على تدريج يتبع القانون التربيعي.
- في حالة التوصيل الهيتروستاتيكي فإن عزم الانحراف

{\displaystyle T_{\theta }a(V_{A}-V_{B})(2V_{1}-V_{A}-V_{B})}
وإذا كان فرق الجهد المسلط على المروحة V1 عالي جداً فإن
{\displaystyle (2V_{1}-V_{A}-V_{B})=2V_{1}}
وعزم الانحراف {\displaystyle T_{\theta }}
{\displaystyle T_{\theta }a2V_{1}(V_{A}-V_{B})}
وبالتالي فعند قياسات التيار المتردد  يستخدم فقط التوصيل الاديوستاتيكي، حيث أن عزم الانحراف يتناسب مع مربع الجهد المطلوب قياسه.

### مقارنة بين توصيلات الاديوستاتيك وتوصيلات الهيتروستاتيك
- في توصيلات الهيتروستاتيك نحصل على دقة أكثر لأننا في هذه الحالة نحصل على انحراف كبير نسبياً لنفس فرق الجهد.
- في توصيلات الهيتروستاتيك الانحراف يتناسب مع فرق الجهد المقاس بينما في توصيل الاديوستاتيك الانحراف يتناسب مع مربع فرق الجهد تحت القياس ولذا فعند قياس التيار المتردد يستخدم فقط توصيل الاديوستاتيك.
- بالنسبة لانحراف معين فإن القيمة {\displaystyle (V_{A}-V_{B})} كبيرة جداً في توصيل الاديوستاتيك عن توصيل الهتروستاتيك ولذا فإن مدى الجهاز أكبر في حالة توصيل الاديوستاتيك ولو كانت الدقة في هذه الحالة أقل.

## الفولتمتر ذو القرص المنجذب

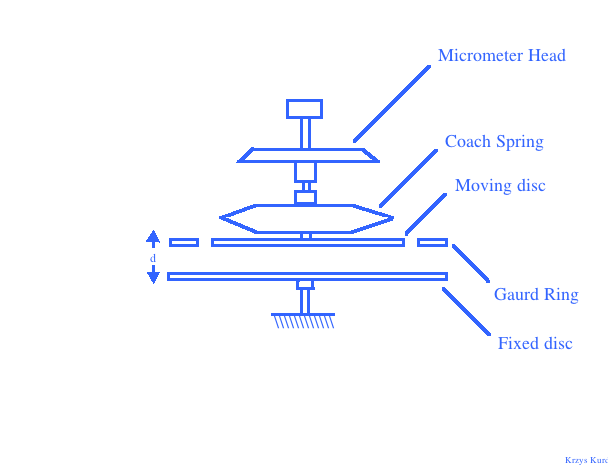
الفولتمتر ذو القرص المنجذب

بالإنجليزية : Attracted Disc Voltmeter
يُستخدم هذا النوع من الفولتمترات لقياس التيارات ذات فرق الجهد العالي ويستخدم عادةً لقياس جهد فوق 20KV مباشرةً وذلك بتوصيلها بمقسمات جهد، ويتركب الفولتمتر ذو القرص المنجذب من قرصين أو لوحين مثبتين على بعضهما، أحدهما ثابت ومتصل بالأرض بينما الآخر معلق بواسطة زنبرك كبير ويشمل رأس ميكرومتر للضبط، كما هو واضح في الشكل فإن القرص يتصل بالطرف الموجب للمنبع، وعندما يسلط فرق الجهد بين القرصين (سواءً AC أو DC)، فإن القرص المتحرك ينجذب إلى القرص الثابت، ويمكن أن يعود إلى وضعه الأصلي بواسطة رأس الميكروميتر ، ويعاير هذا الجهاز بوضع أوزان مختلفة يمكن معرفتها بالدوران على القرص بواسطة ملاحظة عملية ضبط رأس الميكروميتر اللازمة لعودة القرص إلى وضعه الأصلي، وتستخدم أعداد كبيرة من نظم الإلكترود المختلفة، وفي هذا النوع من الفولتمترات عدة ترتيبات من نظم التطبيق المختلفة للإلكترود المتحرك، وفي بعض الحلات فإن قياس القوة يتأثر بالتوازن، وهناك بعض التحركات الصغيرة للإلكترود ضد تحكم الزنبرك هذه التحركات يتم تكبيرها بواسطة مرآة وإعداد شعاع ضوئي مناسب.
وأحد هذه الأجهزة تعرف باسم أجهزة إبراهام، وتتكون من قرصين مفرغين من المعدن يأخذ شكل عش الغراب، وأحد هذه الأقراص قد تم نزع جزء من مركزه، ويحتوي قرص متحرك صغير، ويوصل القرص المتحرك بمؤشر الجهاز خلال نظام التعشيق، أما القرص الآخر المثبت في موضعه يوصل بمصدر الجهد العالي، وتبقى الميافة بين القرصين ثابتة لأي عملية قياس، ويمكن تغييرها عند تغيير مدى الجهاز، وعادةً ما يزود بتدريج على قاعدة القرص المتحرك، والذي يعطي المدى الصحيح لمعامل الضرب، والذي يتم ضربه في قيمة الانحراف للحصول على قيمة الجهد العالي، وكُبر حجم القرص يعطي حماية مناسبة لأجزاء الجهاز العاملة ضد الاضطرابات الكهروستاتيكية، وتُصمم أجهزة القياس هذه لقياس الجهد العالي. 
في الفولتمتر ذو القرص المنجذب نفرض أن {\displaystyle A} هي مساحة الألواح بالمتر المربع، وأن {\displaystyle \sigma } هي مقدار الشحنة بالكولوم / متر2  إذاً القوة بين اللوحين المشحونين 
{\displaystyle F={\frac {A\sigma ^{2}}{2\varepsilon _{0}\varepsilon _{r}}}}
ونطلق على هذه المعادلة الرقم (1)
ونفرض أن 
{\displaystyle \sigma =D}
وكثافة الفيض = {\displaystyle \varepsilon _{0}\varepsilon _{r}E}
حيث E كثافة المجال بين الألواح 
ونفرض أن منحدر الجهد = {\displaystyle E={\frac {V}{d}}}
إذاً
{\displaystyle \sigma =\varepsilon _{0}\varepsilon _{r}{\frac {V}{d}}}
وحيث أن {\displaystyle \varepsilon _{r}} هي النفاذية النسبية للوسط الهوائي = 1
بما أن {\displaystyle \varepsilon _{r}} = 1 فإن 
{\displaystyle \sigma =\varepsilon _{0}{\frac {V}{d}}}
بالتعويض في (1)
{\displaystyle F={\frac {A}{2\varepsilon _{0}}}({\frac {\varepsilon _{0}V}{d}})^{2}={\frac {\varepsilon _{0}V^{2}A}{2d^{2}}}}
أو أن
{\displaystyle V={\sqrt {\frac {2Fd^{2}}{\varepsilon _{0}A}}}volts}
النظرية السابقة تبين أن مثل هذا الجهاز سوف يعطي التحديد المطلق لفرق الجهد حيث أن فرق الجهد يعطى بدلالة القوة والأبعاد الخطية، وقوة الانحراف تكون مناسبة فقط عندما يكون الجهد المقاس عالي، ومن الضرورة أن يكون للجهاز تركيب خاص للتأكد على العزل الجيد، والتحجيب، وعدم وجود ظاهرة الكرونا.
والأجهزة هذه ذات دقة منخفضة، ويمكن تجهيزها بحيث تقرأ الجهد مباشرة على التدريج، وهذا التدريج يتم معايرته بالمقارنة بجهاز عياري.
وحالياً، تُحاط الأجهزة العاملة للجهاز، بغرفة مفرغة من الهواء تماماً، ونظراً لقوة العزل للغرفة المفرغة بالمقارنة بالغرفة الهوائية عند الضغط العادي، بذلك يمكن أن تقل المسافة بين الألواح، وبالتالي تزيد القوة للجهد الموجود، واستخدام عزل الغاز المضغوط هي وسيلة تبادلية للحصول على قوة عزل كبيرة، كما تزيد الحساسية.

## فولتمتر كلفن ذو التجاويف المتعددة

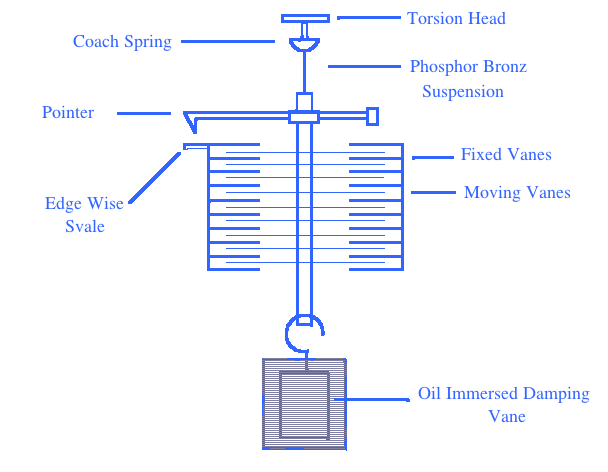
فولتمتر كلفن ذو التجاويف المتعددة

بالإنجليزية : Kelvin Multicellular Voltmeter
وهو أساساً جهاز قياس كهربائي ذو الأرباع به عدد كبير من الأرباع الثابتة والإبر المتحركة، بدلاً من أربعة أرباع فقط وإبرة متحركة واحدة فقط، والعدد الكبير من هذه الخلايا الربعية هام وضروري للحصول على قوة تشغيل كافية وعالية مع الجهد المنخفض، والجهاز مناسب لقياس الجهود من 100V وحتى 1000V، والنظام المتحرك معلق لكي يتم التخلص من احتكاك الكراسي، والجهاز مزود بمسمار مقلوظ لضبط الصفر، وزنبرك كبير للحماية ضد قطع سلك التعليق نتيجة الاهتزاز.
وعزم التحكم يتم إنتاجه بالعزم الموجود في سلك البرونز الفسفوري المعلق ويستخدم مؤشر أو إبرة ذات نهاية حادة في هذا الجهاز، أما الخمد فإنه يتم بوضع مروحة متصلة بالنظام المتحرك في إناء يحتوي على زيت كما بالشكل، والنظام المعلق يزود بطوق أمان فوق المؤشر مباشرة والذي يمنع حركة الإبرة في الاتجاهات التي يمكن أن تتسبب في وجود دائرة قصر.

## المديات
| الفولتمتر ذو الربع دائرة          | يستخدم عادةً لقياس جهد حتى 20KV      |
| الفولتمتر ذو القرص المنجذب        | يستخدم عادةً لقياس جهد فوق 20KV      |
| فولتمتر كلفن ذو التجاويف المتعددة | مناسب لقياس جهود من 100V وحتى 1000V |

المدى من 30V إلى 150 وحتى 20000V كحد أقصى للنوع ذو الأرباع. 
ومن 20000 وأكثر للنوع ذو القرص المنجذب. 
من 100V وحتى 1000V لفولتمتر كلفن ذو التجاويف المتعددة

## المميزات
- هذه الأجهزة يمكن استعمالها لقياس كل من دوائر التيار المستمر والمتردد، وتعطي قراءة صحيحة من دوائر التيارين، وبالنسبة لدوائر التيار المتردد فإن القراءات سوف تكون قيم rms مهما كان شكل الموجة، ولذلك تستخدم هذه الأجهزة للقياسات الدقيقة في التيار المتردد، أي أن أجهزة المعامل يمكن معايرتها مع خلايا عيارية وذلك باستخدام مقسم جهد يمكن التحكم فيه، والمعايرة سوف تتم بالنسبة للجهد المتردد.

- هذه الأجهزة مناسبة لقياس الجهود العالية.

- في حالة الجهد المستمر، فإن تيار التشغيل، بعد تيار الشحن الابتدائي هو فقط التيار المتسرب الصغير المطلوب لمقاومة عزل الجهاز، والتي هي بصفة عامة عالية القيمة، وفي دوائر التيار المتردد فإن التيار يكون بسبب سعة الجهاز، وهو عادةً ما يكون صغيراً، ولهذا السبب تسبب الأجهزة اضطراب في الدوائر التي توصل بها.

- لا يُستخدم الحديد في تركيب هذه الأجهزة، ولذلك ليس هناك مجال مغناطيسي، أو تخلف مغناطيسي أو تيارات دوامية ولا توجد صعوبات في معظم أجهزة قياس التيار المتردد.

- لا تأخذ هذه الأجهزة عملياً تيار من الدوائر ولذلك فالفقد في القدرة بها يمكن إهماله.

- طالما يمكن إهمال الفقد في القدرة، إذاً فلا يوجد خطأ حراري نتيجة التسخين.

- مقاومة السلك ليست مطلوبة في تركيب الجهاز وبالتالي تجنب ارتفاع تكاليف مقاومة السلك.

- هذه الأجهزة خالية من عيوب أخطاء الشكل الموجي والتردد، ولذا يمكن استخدامها حتى قيم تردد معتدلة [11] بدون فقد كبير في الطاقة.

- يمكن صنع هذه الأجهزة بالدرجة الأولى من الدقة.

## العيوب
- هذه الجهزة عالية التكاليف، ضخمة وليست قوية.

- عدم انتظام التدريج، ويمكن الاقتراب من انتظام التدريج عن طريق الاختيار المناسب لشكل الألواح وأوضاعها بالنسبة لبعضها البعض وكذلك شكل ووضع المروحة.

- تحتاج إلى فرق جهد[12] كبير، لتنتج عزم انحراف مقبول، وبذلك لا تستخدم في قياسات الجهد المنخفض، ومع ذلك فإن فولتمتر كلفن متعدد الخلايا يمكن تصحيحة بحيث يُستخدم لقياسات جهود منخفضة وحتى 30V

- انخفاض الحساسية، ويمكن تحسينها باستخدام عدد أكبر من الألواح الثابتة والمتحركة.

- استخدام سلك التعليق بدلاً من الزنبرك لتقليل الاحتكاك أو استخدام مؤشر ضوئي لجعل المجموعة المتحركة خفيفة.

## الاستخدامات
تناسب هذه الأجهزة أغراض قياس الجهود وخاصة العالية منها

## المضاعفات لأجهزة الفولتمتر الإلكتروستاتيكي
يمكن زيادة مدى الفولتمتر الإلكتروستاتيكي وذلك باستخدام مضاعف يكون في شكل مقاومة أو مكثف كمقسم جهد، واستخدام المقاومة كمقسم جهد محدود في آلاف قليلة من الفولتات فقط أما بالنسبة للجهود العالية فإن تكاليف المقاومة تصبح عالية كما أن القدرة المفقود تكون كبيرة ولذا نستخدم المكثف كمقسم جهد لقياس الجهود العالية، وفي حالة الجهود العالية فإن دقة المقاومة كمقسم جهد تقل بصورة كبيرة، بتأثير المكثفات الشاردة، وهذه المكثفات الشاردة تكون موازية لكل أجزاء المقاومة ولهذا السبب تعدل توزيع الجهد، والأخطاء الناتجة يمكن أن تقل كثيراً إلى قيم صغيرة جداً وذلك بالتحجيب المناسب.
وعند الاستخدام للقياسات المتغيرة (AC) فإن مقسم المقاومة يجب أن يكون غير حثي وفي طريقة لفه، كما أن مقسم الجهد بالمكثف يجب أن يكون ذو مقاومة تسريب عالية، وسعة الفولتمتر يجب أن تكون صغيرة جداً بالمقارنة بذلك الجزء من المقسم الذي هو على التوازي معه، ومقسم الجهد السعوي لا يمكن استخدامه في دوائر التيار المستمر (DC) لأن تقسيم الجهد في هذه الحالة يتحدد بمقاومة التسريب للمكثفات. 

### في حالة التيار المستمر
يستخدم لزيادة مدى القياس في حالة التيار المستمر مقسم جهد.
ومن الرسم :
{\displaystyle {\frac {V}{V_{r}}}={\frac {R}{r}}}
{\displaystyle V=V_{r}({\frac {R}{r}})}
ويعرف المقدار {\displaystyle ({\frac {R}{r}})} بمعامل المضاعفة.

### في حالة التيار المتردد
في حالة التيار المتردد يُستخدم المضاعف السعوي.
المضاعف السعوي
{\displaystyle {\frac {V}{V_{V}}}={\frac {C_{V}+C}{C}}}
{\displaystyle V=V_{V}({\frac {C_{V}+C}{C}})=V_{r}(1+{\frac {C_{V}}{C}})}
ويعرف المقدار {\displaystyle ({\frac {C_{V}}{C}})} بمعامل المضاعفة.
مقسم الجهد السعوي

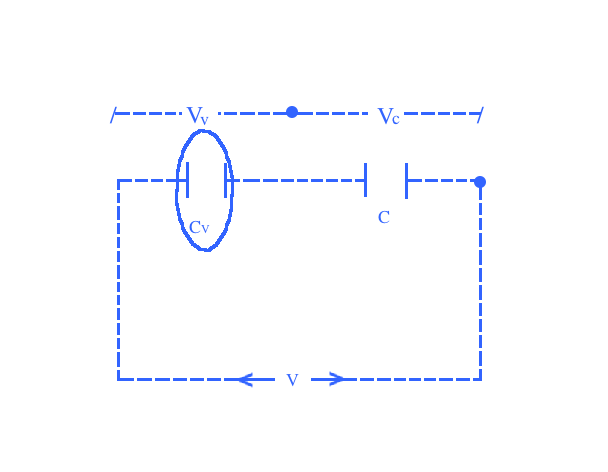
مضاعف سعوي

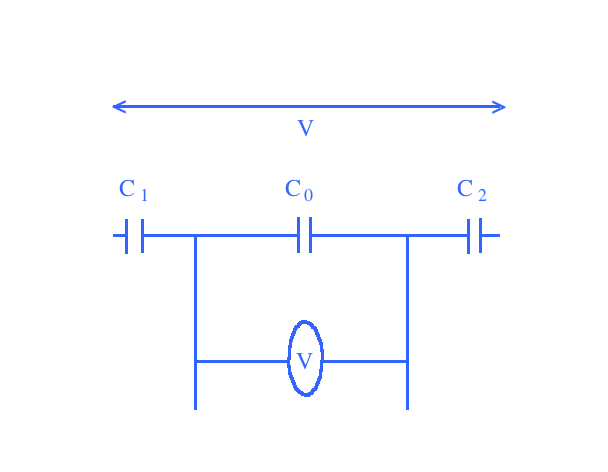

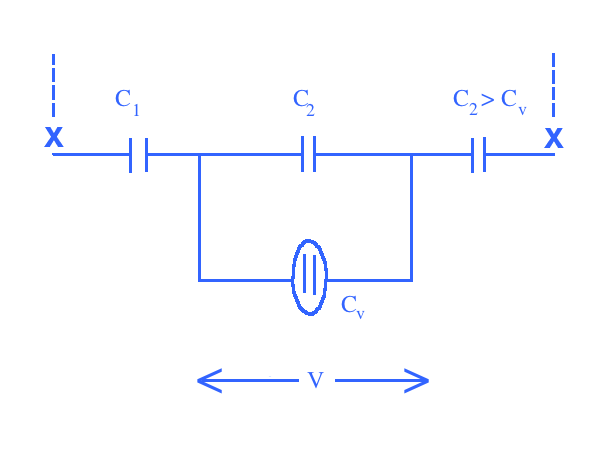
مضاعف سعوي صغير

القدرة المستهلكة منعدمة أو ضئيلة جداً ونظراً لتغيير قيمة سعة الجهاز CV، مما يؤدي إلى حدوث خطأ في القياس، وفي حالة التيار المتغير فإنه عادةً يتم توصيل مكثف على التوازي مع الجهاز، ذو قيمة أكبر من سعته لتقليل أثر ذلك.
{\displaystyle V_{c}=V{\frac {C_{1}}{C_{1}+(C_{2}+C_{v})}}}

{\displaystyle V=V_{c}{\frac {C_{1}+C_{2}+C_{v}}{C_{1}}}}

{\displaystyle =V_{c}[1+{\frac {C_{2}+C_{v}}{C_{1}}}}

{\displaystyle V=V_{c}[1+{\frac {C_{2}}{C_{1}}}}
حيث أن {\displaystyle C_{1}+C_{2}={\frac {C_{2}+C_{v}}{C_{1}}}} هو معامل المضاعفة ولا يتأثر بتغير قيمة Cv